# Žiar nad Hronom
Žiar nad Hronom er en by i det centrale Slovakiet. Byen ligger i regionen Banská Bystrica, ved bredden af floden Hron. Den ligger kun 170 kilometer fra den slovakiske hovedstad Bratislava. Byen har et areal på 39,09 km² og en befolkning på 16.879(2024) indbyggere.

## Eksterne links
- Officiel hjemmeside

- Wikimedia Commons har flere filer relateret til Žiar nad Hronom